# Здание бывшего Симбирского уездного земства
Здание бывшего Симбирского уездного земства — историческое здание, где 10 декабря 1917 года на Пленуме Совета рабочих и солдатских депутатов была провозглашена Советская Власть в Симбирске. Построено в 1888—1889 годах. С 1957 года — объект культурного наследия регионального значения. Расположено в Ульяновске на Спасской улице, дом 17.

## История
Здание уездной земской управы было построено в 1888—1889 годах по проекту архитектора Михаила Григорьевича Алякринского. С 1888 по 1917 год в здании располагалось Симбирское уездное собрание. В этом задании, в 1905—06 годах, земским врачом работал брат В. И. Ленина, видный революционный деятель — Дмитрий Ильич Ульянов. 10 декабря 1917 года здесь была провозглашена Советская власть в Симбирске. С 1917 по 1946 год в здании находился Совет народных депутатов. В 1946 году здание было передано в ведение Министерства обороны для создания «Дома офицеров». В конце 1960-х годов при строительстве Гимназии № 1 была снесена часть здания и было утрачено входное крыльцо и въездные ворота соединяющие со зданием Арестного дома Симбирского уездного земства. В 1970-х годах здание дополнили новым пристроем, в котором теперь находится центральный вход. Новый проект разработал архитектор Валентин Николаевич Филимонов.

### Охранный статус
Решением Исполнительного комитета Ульяновского областного Совета депутатов трудящихся от 16.03.1957 г. № 223/5 «О мерах по улучшению охраны и пропаганды памятников истории, археологии и искусства», Здание бывшего Симбирского уездного земства, где 10 декабря 1917 года на Пленуме Совета рабочих и солдатских депутатов была провозглашена Советская Власть в Симбирске, получил статус объекта культурного наследия города Ульяновска регионального значения.

## Старые фото здания

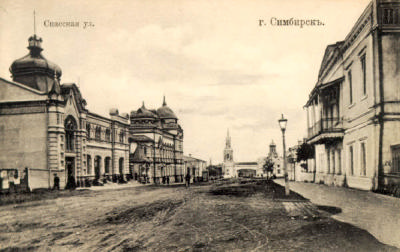
Спасская улица на открытке 1900 года. Слева — здание бывшего Симбирского уездного земства
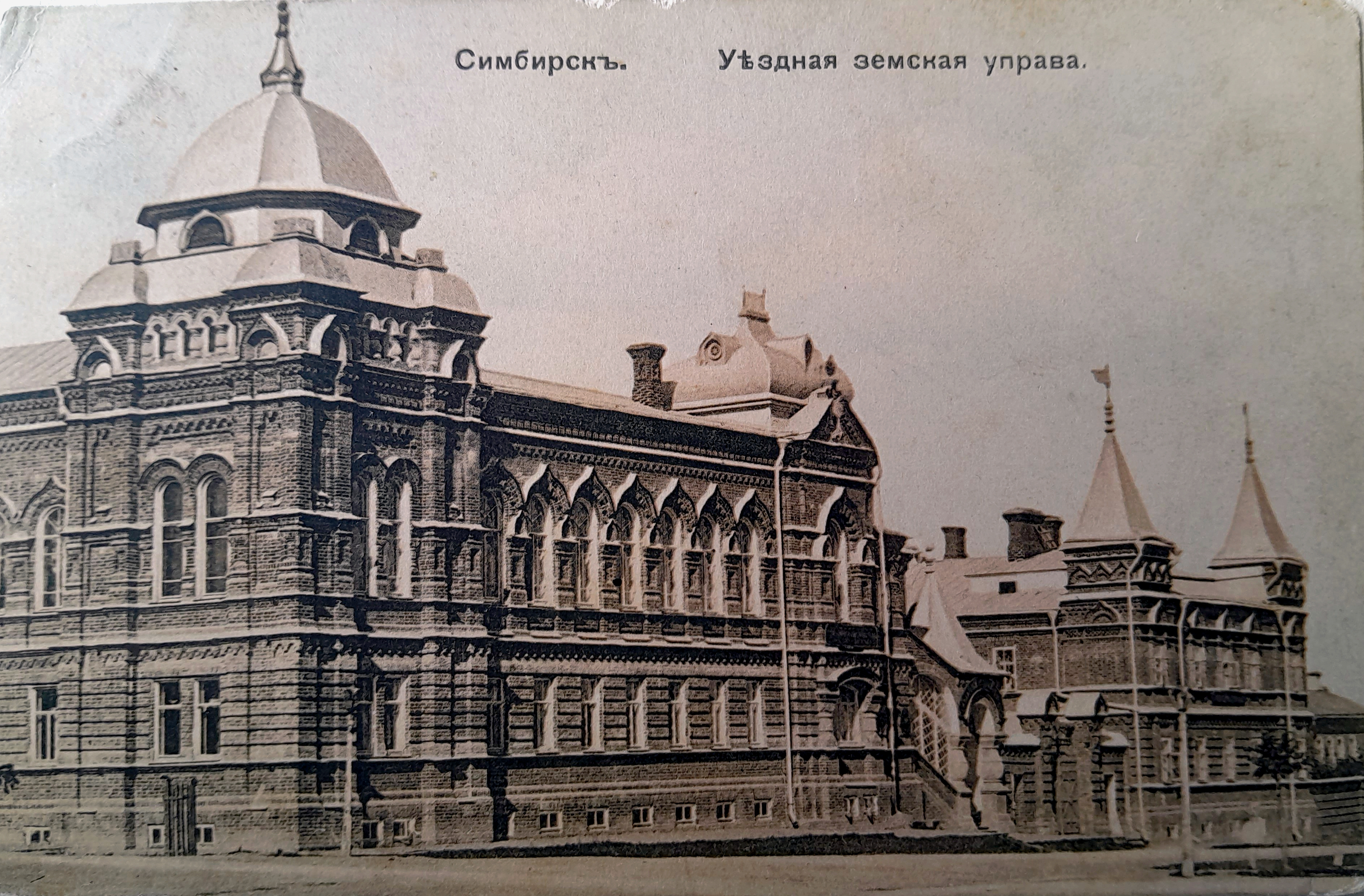
Дом уездного земства (Симбирск, открытка 1917)

## Галерея

Дом офицеров и гостиница «Венец»
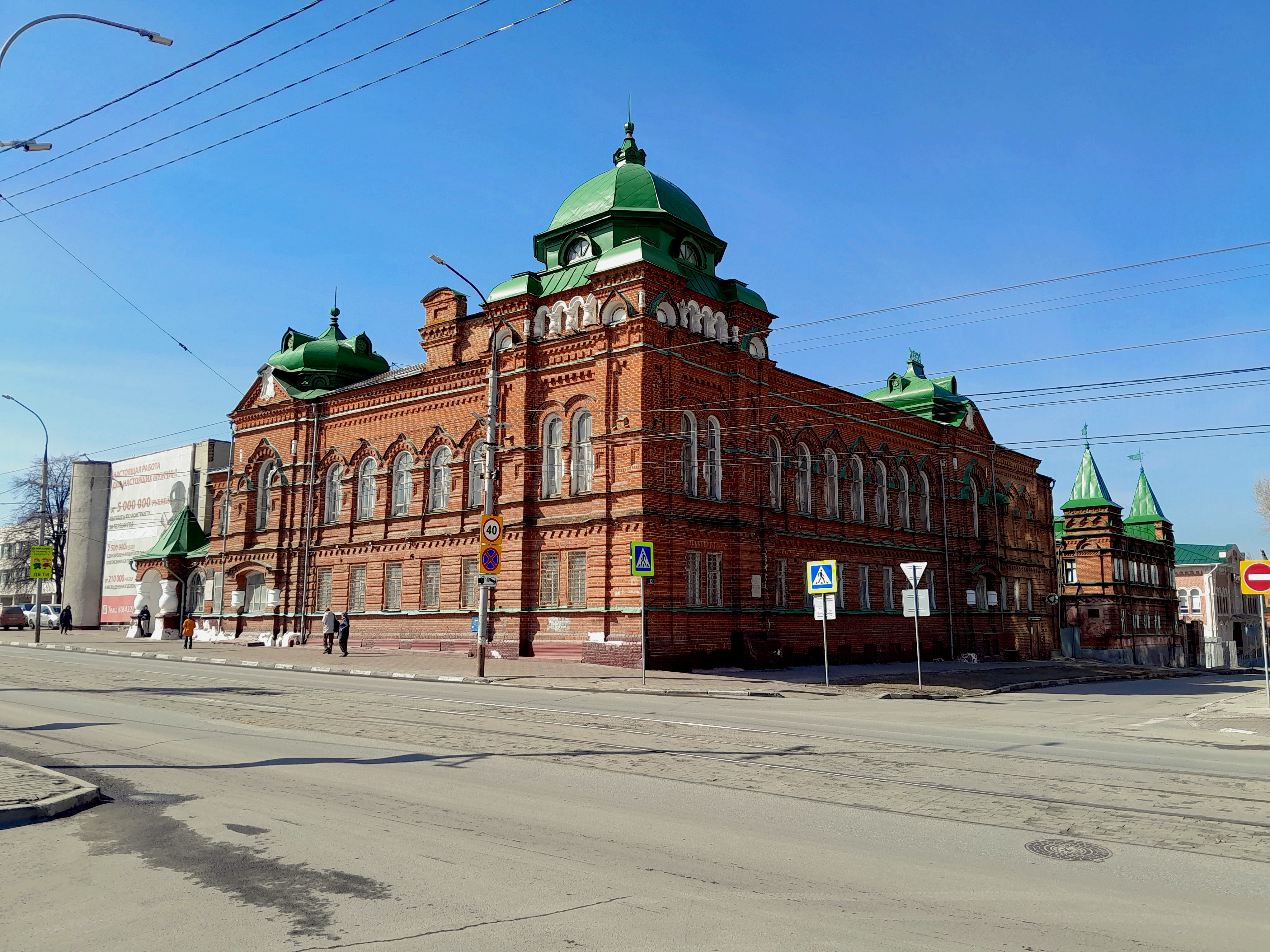
Дом офицеров
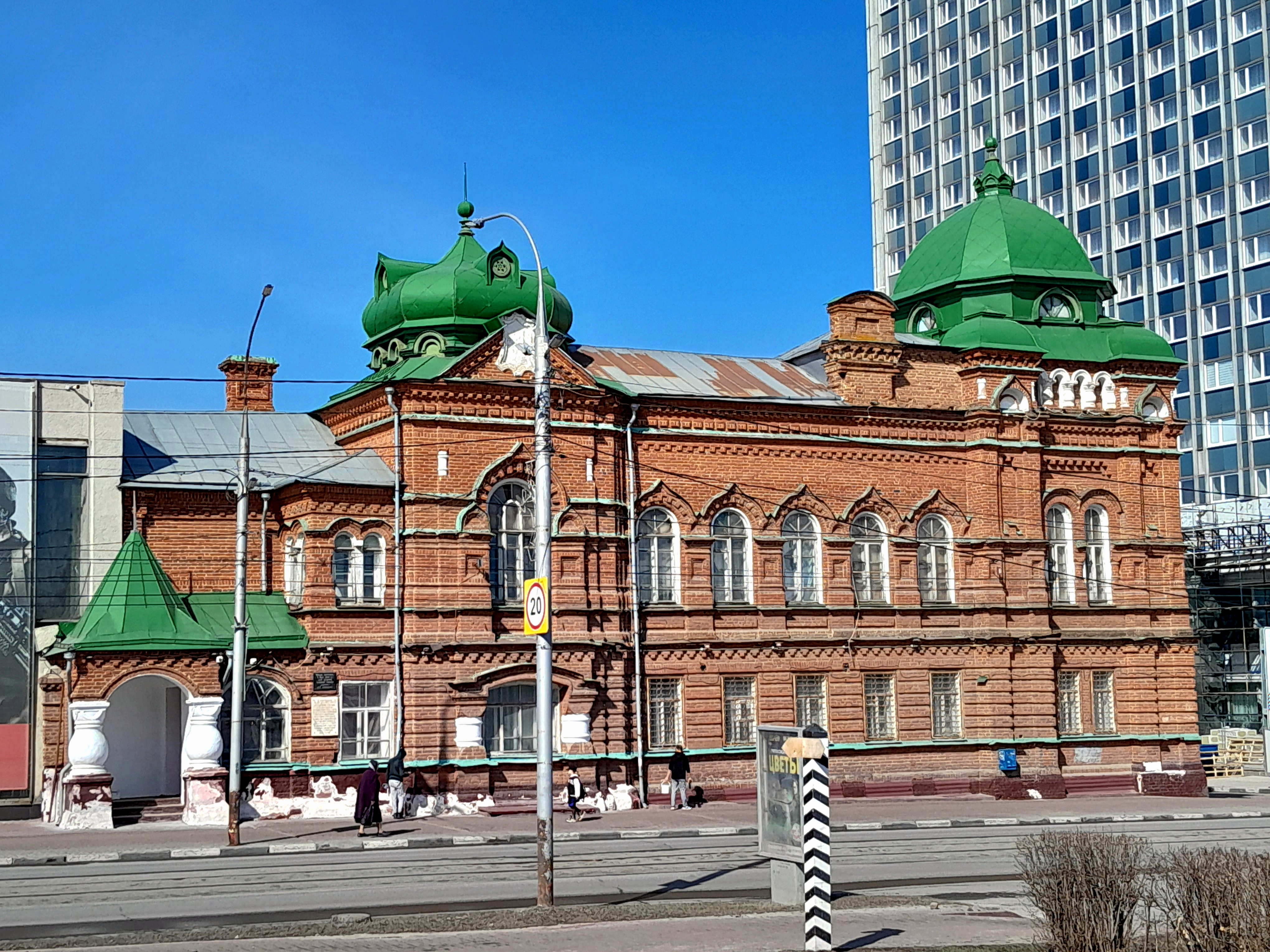
Дом офицеров
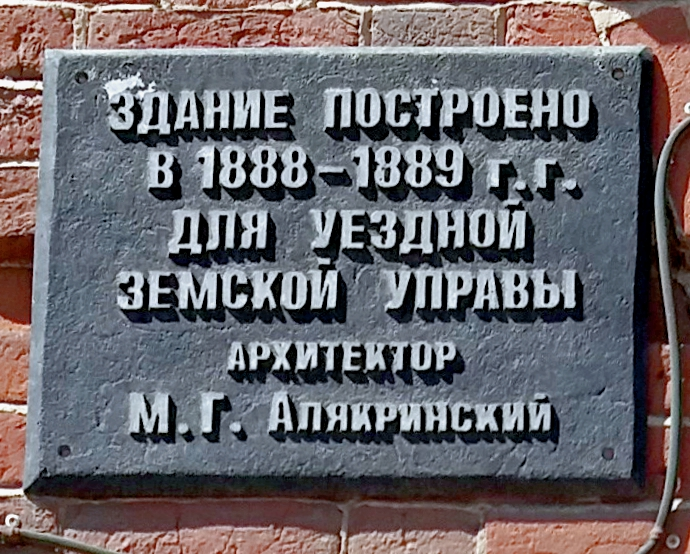
Мемориальная доска М. Г. Алякринскому
Мемориальная доска на здании, где работал Д. И. Ульянов
Мемориальная доска на здании земской управы Симбирска